# New Church (Virginia)
New Church es un lugar designado por el censo situado en el condado de Accomack, Virginia (Estados Unidos). Según el censo de 2020, tiene una población de 256 habitantes.

## Demografía

### Censo de 2020
| Raza                   | Núm. | Porc.  |
| ---------------------- | ---- | ------ |
| Blancos                | 159  | 62.11% |
| Afroamericanos         | 63   | 24.61% |
| Amerindios             | 2    | 0.78%  |
| Asiáticos              | 10   | 3.91%  |
| Otras razas            | 4    | 1.56%  |
| De una mezcla de razas | 18   | 7.03%  |
| Total                  | 256  | 100%   |

Del total de la población, el 1.95% son hispanos o latinos de cualquier raza.

### Censo de 2010
Según el censo de 2010, en ese momento el 78.0% de los habitantes eran blancos, el 16.6% eran afroamericanos, el 0.5% eran amerindios, el 1.0% eran asiáticos, el 3.4% eran de otras razas y el 0.5% eran de una mezcla de razas. Del total de la población, el 3.9% eran hispanos o latinos de cualquier raza.